# 대한민국 형사소송법 제133조
대한민국 형사소송법 제133조는 압수물의 환부, 가환부에 대한 형사소송법의 조문이다.

## 조문
제133조(압수물의 환부, 가환부) ① 압수를 계속할 필요가 없다고 인정되는 압수물은 피고사건 종결 전이라도 결정으로 환부하여야 하고 증거에 공할 압수물은 소유자, 소지자, 보관자 또는 제출인의 청구에 의하여 가환부할 수 있다.
②증거에만 공할 목적으로 압수한 물건으로서 그 소유자 또는 소지자가 계속 사용하여야 할 물건은 사진촬영 기타 원형보존의 조치를 취하고 신속히 가환부하여야 한다.

第133條(押收物의 還付, 假還付) ① 押收를 繼續할 必要가 없다고 認定되는 押收物은 被告事件 終結 前이라도 決定으로 還付하여야 하고 證據에 供할 押收物은 所有者, 所持者, 保管者 또는 提出人의 請求에 依하여 假還付할 수 있다.
②證據에만 供할 目的으로 押收한 物件으로서 그 所有者 또는 所持者가 繼續 使用하여야 할 物件은 寫眞撮影 其他 原型保存의 措置를 取하고 迅速히 假還付하여야 한다.

## 참조 조문

### '압수를 계속할 필요가 없다고 인정되는' 경우
제217조(영장에 의하지 아니하는 강제처분) ① 검사 또는 사법경찰관은 제200조의3에 따라 체포된 자가 소유·소지 또는 보관하는 물건에 대하여 긴급히 압수할 필요가 있는 경우에는 체포한 때부터 24시간 이내에 한하여 영장 없이 압수·수색 또는 검증을 할 수 있다.
②검사 또는 사법경찰관은 제1항 또는 제216조제1항제2호에 따라 압수한 물건을 계속 압수할 필요가 있는 경우에는 지체 없이 압수수색영장을 청구하여야 한다. 이 경우 압수수색영장의 청구는 체포한 때부터 48시간 이내에 하여야 한다.
③검사 또는 사법경찰관은 제2항에 따라 청구한 압수수색영장을 발부받지 못한 때에는 압수한 물건을 즉시 반환하여야 한다.

## 판례
- 압수물의 환부는 실체법상의 권리와 관계없이 압수 당시의 소지인에 대하여 행하는 것이어서, 실체법상 권리의 유무나 변동이 압수물의 환부를 받을 자의 형사소송법상의 지위에 영향을 미치지는 않으므로 피압수자가 압수물의 소유권을 포기하는 등에 의하여 실체법상 권리를 상실하는 일이 있더라도 수사기관의 환부의무에는 영향을 미치지 않는다[1]

### 환부청구권에 관한 판례
수사기관에 대하여 환부의무를 지우고 있으므로 이에 대응하여 피압수자 등 환부를 받을 자에게 환부청구권을 인정하고 있고 소유권을 포기하는 등에 의하여 실체법상의 권리를 상실하더라도 환부하여야 하는 수사기관의 의무에 어떠한 영향을 미칠 수 없고 환부청구권을 포기한다는 의사표시를 하더라도 압수물의 환부를 청구할 수 있는 절차법상의 권리가 소멸하는 것은 아니다.

### 환부의 상대방
피압수자나 제출인에게 환부하는 것을 원칙이고 피해자에게 환부할 이유가 명백한 경우를 제외하고는 피압수자나 제출인 외의 누구에게도 이를 환부할 수 없다

### 몰수물에 대하여 가환부할 수 있는지 여부에 관한 판례
- 몰수할 것에 해당하는 물건에 대한 압수는 가환부의 대상이 되지 않는다[4]
- 제133조 제1항 후단이 제2항의 ‘증거에만 공할' 목적으로 압수할 물건과는 따로이 '증거에 공할’ 압수물에 대하여 법원의 재량에 의하여 가환부할 수 있도록 규정한 것을 보면 ‘증거에 공할 압수물’에는 증거물로서의 시격과 몰수할 것으로사료되는 물건으로서의 성격을 가진 압수물이 포함되어 있다고 해석함이 상당하다[5]

### 증거에 공할 압수물의 가환부 여부의 판단기준 시
제133조 제1항에서 규정하고 있는 증거에 공할 압수물을 가환부할 것인지의 여부는 여러 사정을 검토하여 종합적으로 판단하여야 할 것이다
형법 제48조에 해당하는 임의적 몰수물을 피고본안사건에 관한 종국판결 전에 가환부할 수 있다

## 참고 문헌
- 손동권 신이철, 새로운 형사소송법(초판, 2013), 세창, 2013. ISBN 9788984114081

## 같이 보기
- 압수
- 대한민국 형사소송법 제217조